# Porella immersa
Porella immersa är en mossdjursart som beskrevs av Shunsuke F. Mawatari 1956. Porella immersa ingår i släktet Porella och familjen Bryocryptellidae. Inga underarter finns listade i Catalogue of Life.